# Маже
Мажѐ (на португалски: Magé) е град в Бразилия.

## География
Градът е разположен в щата Рио де Жанейро, на около 30 km на север от град Рио де Жанейро. Между Маже и Рио де Жанейро се намира заливът Гуанабара. Има жп гара. Населението му е 244 334 жители по данни от преброяването през 2009 г.

## История
Градът е основан през 1566 г. от португалските колонизатори под името Мажепи-Мирим (Magepe-Mirim).

## Личности
Родени
- Гаринча (1933 – 1983), бразилски футболист-национал